# Olympische Sommerspiele 1996/Teilnehmer (Malaysia)
| Gelbes Symbol für Goldmedaillen mit stilisierten Olympischen Ringen | Graues Symbol für Silbermedaillen mit stilisierten Olympischen Ringen | Braundes Symbol für Bronzemedaillen mit stilisierten Olympischen Ringen |
| ------------------------------------------------------------------- | --------------------------------------------------------------------- | ----------------------------------------------------------------------- |
| —                                                                   | 1                                                                     | 1                                                                       |

Malaysia nahm an den Olympischen Sommerspielen 1996 in Atlanta, USA, mit einer Delegation von 35 Sportlern (32 Männer und drei Frauen) teil.

## Medaillengewinner
Mit je einer gewonnenen Silber- und Bronzemedaille belegte das malaysische Team Platz 58 im Medaillenspiegel.

### Silber
| Name(n)                         | Sportart  | Wettkampf |
| ------------------------------- | --------- | --------- |
| Cheah Soon Kit und Yap Kim Hock | Badminton | Doppel    |

### Bronze
| Name         | Sportart  | Wettkampf |
| ------------ | --------- | --------- |
| Rashid Sidek | Badminton | Einzel    |

## Teilnehmer nach Sportarten

### Badminton
- Rashid Sidek
Einzel: Bronze

- Ong Ewe Hock
Einzel: 9. Platz

- Cheah Soon Kit
Doppel: Silber

- Yap Kim Hock
Doppel: Silber

- Soo Beng Kiang
Doppel: 4. Platz

- Tan Kim Her
Doppel: 4. Platz

- Chan Chia Fong
Frauen, Einzel: 17. Platz

### Boxen
- Sapol Biki
Halbfliegengewicht: 17. Platz

### Hockey
- Herrenteam
11. Platz

- Kader
Mohamed Nasihin Nubil
Maninderjit Singh Magmar
Lailin Abu Hassan
Brian Jaya Siva
Lim Chiow Chuan
Charles David
Chairil Anwar Abdul
Lam Mun Fatt
Shankar Ramu
Nor Saiful Zaini
Kaliswaran Muniandy
Aphthar Singh Piara
Mirnawan Nawawi
Calvin Fernandez
Kuhan Shanmuganathan
Hamdan Hamzah

### Kanu
- Sal Ayob
Einer-Kajak, Slalom: 43. Platz

### Leichtathletik
- Watson Nyambek
100 Meter: Vorläufe

- Loo Kum Zee
Hochsprung: 30. Platz in der Qualifikation

- Annastasia Raj
Frauen, 10 Kilometer Gehen: 24. Platz

### Schießen
- Kaw Fun Ying
Skeet: 54. Platz

### Schwimmen
- Alex Lim
100 Meter Rücken: 32. Platz
200 Meter Rücken: 31. Platz
4 × 100 Meter Lagen: 20. Platz

- Elvin Chia
100 Meter Brust: 29. Platz
200 Meter Brust: 25. Platz
4 × 100 Meter Lagen: 20. Platz

- Anthony Ang
100 Meter Schmetterling: 45. Platz
200 Meter Schmetterling: 31. Platz
4 × 100 Meter Lagen: 20. Platz

- Wan Azlan Abdullah
200 Meter Lagen: 36. Platz
400 Meter Lagen: 27. Platz
4 × 100 Meter Lagen: 20. Platz

- Tay Li Leng
Frauen, 100 Meter Brust: 36. Platz

### Segeln
- Kevin Lim
Finn-Dinghy: 37. Platz